# Bupleurum lateriflorum
Bupleurum lateriflorum är en flockblommig växtart som beskrevs av Ernest Saint-Charles Cosson. Bupleurum lateriflorum ingår i släktet harörter, och familjen flockblommiga växter. Inga underarter finns listade i Catalogue of Life.